# Tyndall (cráter marciano)
Tyndall es un cráter de impacto perteneciente al cuadrángulo Cebrenia del planeta Marte, localizado en las coordenadas 40.0° norte de latitud y 190.1° oeste de longitud. Mide aproximadamente 87 kilómetros en diámetro y debe su nombre al físico irlandés John Tyndall (1820-1893). El nombre fue aprobado en 1973 por la Unión Astronómica Internacional.
| [[File:Wikityndallwest.jpg\|1200px\|alt={{{Alt\|{{{descripción}}}]]                                                                                          |
| Cráter Tyndall, fotografía de la cámara CTX a bordo del Mars Reconnaissance Orbiter. Borde oeste del cráter (El norte, hacia la izquierda de la fotografía). |